# Oropesa (Schiff)
Die Oropesa (II) war ein 1920 in Dienst gestelltes Passagierschiff der britischen Reederei Pacific Steam Navigation Company (PSNCo), das als Ozeandampfer auf dem Nordatlantik eingesetzt wurde. Am 16. Januar 1941 wurde das Schiff, das nicht in einem Geleitzug fuhr, im Nordatlantik von dem deutschen U-Boot U 96 torpediert und versenkt. 106 Passagiere und Besatzungsmitglieder kamen ums Leben, fast die Hälfte aller an Bord befindlichen Personen. Die Oropesa war eines der größten von U 96 versenkten Schiffe und das größte Schiff, das die Pacific Steam Navigation Company in ihrer gesamten Bestehenszeit verlor.

## Das Schiff
Das 14.118 BRT große Dampfschiff Oropesa wurde auf der Werft Cammell, Laird & Company im englischen Birkenhead gebaut und nach der gleichnamigen spanischen Stadt in der Provinz Toledo benannt. Sie war eines der größten Passagierschiffe ihrer Reederei. Die Oropesa lief am 9. Dezember 1919 vom Stapel und wurde im August 1920 fertiggestellt. Am 4. September 1920 lief die Oropesa zu ihrer Jungfernfahrt aus. Ihre Dampfturbinen liefen auf eine Doppelschraube und leisteten 15 Knoten (etwa 28 km/h).
Die Oropesa wurde für den transatlantischen Linienverkehr gebaut und beförderte Passagiere, Fracht und Post von Hamburg via Southampton nach New York und später von England nach Afrika. 1921 wurde sie von der Royal Mail Line für die Strecke Hamburg–Southampton–New York gechartert. Auf einer Fahrt im Jahr 1931 nach Südafrika hatte sie zwei Prinzen an Bord, nämlich David, Prince of Wales, der spätere König Eduard VIII., sowie seinen Bruder George, Duke of Kent.
Im September 1939 wurde das Passagierschiff von der britischen Regierung requiriert und in einen Truppentransporter umgewandelt. Am 3. Dezember desselben Jahres kollidierte sie als Teil des Konvois HXF 11 70 Meilen vor Halifax mit dem Handelsschiff Manchester Regiment der britischen Reederei Manchester Liners. Die Manchester Regiment ging unter, wobei neun Mitglieder ihrer 72-köpfigen Crew ums Leben kamen. Die Oropesa, die selbst beschädigt war, nahm die Überlebenden an Bord und brachte sie nach Halifax.

## Versenkung

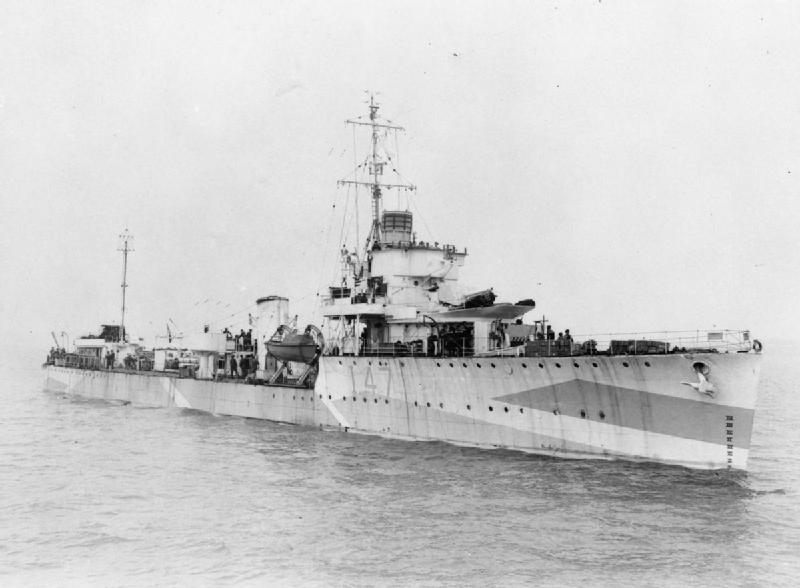
Der Zerstörer HMS Westcott rettete mit zwei Royal-Navy-Schleppern 143 Überlebende.

Am Donnerstag, dem 12. Dezember 1940, legte die Oropesa in Mombasa (Kenia) zu einer weiteren Überfahrt nach Liverpool ab. An Bord befanden sich 249 Personen (39 Passagiere, 208 Besatzungsmitglieder und zwei Artilleristen der Royal Navy). Auf dieser Fahrt waren keine Soldaten an Bord. Neben den Passagieren waren Post und 8.252 Tonnen Fracht an Bord. Das Kommando hatte der 55-jährige Kapitän Harry Edmund Hutton Croft. Am 19. Dezember erreichte das Schiff die Stadt Beira (Mosambik) und am 25. Dezember lief sie in Kapstadt ein. Anschließend umrundete sie die Südspitze Afrikas, durchquerte den Atlantischen Ozean und passierte die Westküste Irlands.
Fünf Wochen nach der Abfahrt in Mosambik, am Donnerstag, dem 16. Januar 1941, befand sich die Oropesa südöstlich der Felseninsel Rockall und hielt Kurs auf Liverpool. In den frühen Morgenstunden sichtete Fregattenkapitän Heinrich Lehmann-Willenbrock an Bord seines U-Bootes U 96 etwa 100 Seemeilen nördlich der irischen Grafschaft Donegal den Passagierdampfer, der ohne Geleitschutz fuhr. U 96 befand sich auf seiner zweiten Feindfahrt.
Um 03:56 Uhr schoss U 96 einen G7 a-Torpedo auf die Oropesa, der das Schiff am Heck traf. Lehmann-Willenbrock wartete ab, aber die getroffene Oropesa ging nicht unter. Um 04:40 Uhr und dann noch mal um 05:03 Uhr gab er Fangschüsse ab, aber auch diese blieben ohne Wirkung. Um 05:59 Uhr versuchte er es ein letztes Mal. Dieser Schuss war ein Volltreffer, der den Dampfer unterhalb der Brücke traf und ihn schwer beschädigte. Die Oropesa bekam Schlagseite und nahm sehr schnell Wasser auf. Um 06:16 Uhr kenterte das Schiff und sank.
Kapitän Croft, sechs Passagiere, 98 Besatzungsmitglieder und einer der beiden Artilleristen (insgesamt 106 Menschen) kamen ums Leben. Die 143 Überlebenden wurden von den Schleppern Superman und Tenacity und dem W-Klasse Zerstörer Westcott geborgen und nach Liverpool gebracht. Von den 28 Schiffen, die U 96 versenkte, war die Oropesa nach dem Passagierdampfer Almeda Star (14.936 BRT) das zweitgrößte.

## Ähnliche Fälle
Weitere britische Passagierschiffe, die im Zweiten Weltkrieg von deutschen U-Booten versenkt wurden:
- Athenia, 1939
- City of Benares, 1940
- City of Cairo, 1942
- Ceramic, 1942